# Complejo deportivo de As Travesas
El Complejo Deportivo de As Travesas (a veces llamado Las Traviesas) es un centro de instalaciones para la práctica deportiva en la ciudad de Vigo (Pontevedra) España.

## Instalaciones
El complejo deportivo alberga las oficinas del Instituto Municipal de los Deportes de Vigo y diversos pabellones y pistas. Dispone de los siguientes espacios deportivos:
500, 300 y 100 plazas
| Espacio deportivo                                                  | Material                       | Dimensiones                                                                   |
| ------------------------------------------------------------------ | ------------------------------ | ----------------------------------------------------------------------------- |
| Pabellón Central                                                   | Tarima flotante                | 46,22 x 25,31m                                                                |
| Pista de rodadura (práctica de ciclismo y atletismo                | Asfalto                        | 327m                                                                          |
| Campo de fútbol                                                    | Hierba artificial              | 94 x 60m                                                                      |
| Pabellón polideportivo “pista vermella” (500 plazas)               | Sintético                      | 45,1 x 29m                                                                    |
| Pista polideportiva frontones (300 plazas)                         | Hormigón pulido                | 40 x 22,4m                                                                    |
| Pabellón polideportivo del Carmen (100plazas)                      | Piedra artificial-terrazo      | 40 x 20m                                                                      |
| Pistas exteriores de frontón                                       | Cuarterones de hormigón pulido | - 24,7 x 8,05m - 19,05 x 8,15m - 28,15 x 9,2m - 30,22 x 5,55m - 27,05 x 8,15m |
| Gimnasio Municipal del Carmen - Sala multiusos - Salas musculación |                                |                                                                               |
| Piscinas: cubiertas y descubiertas                                 |                                |                                                                               |
| Pistas squash                                                      |                                |                                                                               |

El pabellón central dispone de capacidad para 3260 personas. Se halla instalada una tarima de madera flotante de 46,22 x 25,31 m de superficie.
La superficie total del complejo deportivo es de 13 400 m².

## Historia y eventos
El pabellón de As Travesas fue construido en 1968. Su última remodelación data de 1999.

## Clubes locales
As Travesas es la sede de diversos clubes deportivos. Entre ellos:
- Real Club Celta Indepo, de baloncesto femenino (Liga Femenina).
- Ciudad de Vigo Básquet, de baloncesto masculino (LEB Oro).
- Sociedad Deportiva Octavio, de balonmano masculino (Liga ASOBAL).